# اندیس قلعه زنگیان
قلعه زنگیان یک اندیس فلزی است که در حوالی شهر نودژ استان هرمزگان قرار دارد و مادهٔ معدنی موجود در آن، مس است.سنگ میزبان این اندیس سنگهای الترا بازیک ، شیستهای بازیک است و دیرینگی آن به دوران کرتاسه بالایی تا پالئوسن می‌رسد. در این اندیس، پاراژنز‌های پیریت ، کوارتز یافت می‌شوند.